# Virginia Slims of Washington 1983
Il Virginia Slims of Washington 1983 è stato un torneo di tennis giocato sul sintetico indoor. È stata la 12ª edizione del torneo, che fa parte del Virginia Slims World Championship Series 1983. Si è giocato a Washington negli USA dal 3 al 10 gennaio 1983.

## Campionesse

### Singolare
Martina Navrátilová ha battuto in finale  Sylvia Hanika con il punteggio di 6–1, 6–1

### Doppio
Martina Navrátilová /  Pam Shriver hanno battuto in finale  Kathy Jordan /  Anne Smith con il punteggio di 4–6, 7–5, 6–3